# صندوق پست (برنامه تلویزیونی)
صندوق پست که با نام جغجغه و داداشش نیز شناخته می‌شود نام برنامه‌ای تلویزیونی با کارگردانی و مجری‌گری ایرج طهماسب و نویسندگی حمید جبلی و ایرج طهماسب است که در سال ۱۳۷۲ در شبکه اول سیما اجرا شد.
موضوع اصلی این برنامه، خواندن نامه‌های ارسالی بچه‌ها برای این برنامه بود.
این برنامه ترکیبی از نمایش مجری و عروسک بود که در آن سعی شده بود به جای نصیحت مستقیم از روش آموزش استفاده شود.
برخی از مشهورترین عروسک‌های برنامه تلویزیونی صندوق پست، جغجغه و فرفره، ژولی‌پولی و گلابی بودند اما مهم‌ترین آن‌ها کلاه قرمزی و پسرخاله هستند که بسیار پرطرفدار شدند و بعدها مجموعه‌های جدیدی را ایجاد کردند .
تهیه کننده این برنامه را  پروین شمشکی و کارگردان تلویزیونی شیرین جاهد بر عهده داشت .

## عروسک‌ها
- جغجغه
- فرفره
- ژولی‌پولی
- گلابی
- کلاه‌قرمزی
- پسرخاله

## شخصیت‌ها
- آقای مجری (تنها شخصیت انسان ثابت مجموعه)